# Емавіль
Емавіль (фр. Aymavilles) — муніципалітет в Італії, у регіоні Валле-д'Аоста.
Емавіль розташований на відстані близько 600 км на північний захід від Рима, 8 км на південний захід від Аости.
Населення — 2081 особа (2014).
Щорічний фестиваль відбувається Avvento. Покровитель — Ісус Христос.

## Демографія
Населення за роками:

Станом на 1 січня 2023 року в муніципалітеті офіційно проживали 133 іноземці з 20 країн, серед них 43 громадяни країн Євросоюзу та 3 громадяни України.

## Сусідні муніципалітети
- Конь
- Грессан
- Жовансан
- Сен-П'єр
- Сарр
- Вальсаваранш
- Вільнев